# Melittomma pubicolle
Melittomma pubicolle är en skalbaggsart som beskrevs av Maurice Pic 1944. Melittomma pubicolle ingår i släktet Melittomma och familjen varvsflugor. Inga underarter finns listade i Catalogue of Life.